# My Secret Identity
My Secret Identity (conocida en español como Mi doble identidad o Mi identidad secreta) es una serie de televisión canadiense protagonizada por Jerry O'Connell y Derek McGrath. Su primera emisión fue del 1 de septiembre de 1988 al 1 de mayo de 1991 en CTV en Canadá, la serie también se emitió en Syndication en los Estados Unidos.

## Argumento
O'Connell interpreta a Andrew Clements, un adolescente de 14 años, quien va un día a visitar a su amigo el Dr. Benjamin Jeffcoat (McGrath), una especie de científico chiflado, y a causa de uno de sus inventos, Andrew es golpeado por un láser de rayo gamma, lo que le provocó desarrollar superpoderes. Estos son, en principio, supervelocidad, invulnerabilidad y la capacidad de levitar. Posteriormente, al sufrir una segunda exposición, adquiere también superfuerza. Su punto débil son los rayos X que le quitan sus poderes cuando se expone a estos. Utiliza estas habilidades para combatir la delincuencia, resolver problemas personales y ayudar a otras personas. Entre el doctor Jeffcoat y Andrew deciden ocultar sus poderes a su madre, hermana y amigos. Andrew en un principio se llamaba a sí mismo "Ultraman", pero más tarde lo abandonó.

## Reparto
- Jerry O'Connell es Andrew Clements, el joven protagonista.
- Derek McGrath es Dr. Benjamin Marion Jeffcoat, científico y mejor amigo Andrew (le solía llamar Dr. J.)
- Christopher Bolton es Kirk Stevens (1989-1991), su segundo mejor amigo, adolescente como Andrew.
- Marsha Moreau es Erin Clements, hermana pequeña de Andrew.
- Wanda Cannon es Stephanie Clements, la madre (viuda) de Andrew.
- Elizabeth Leslie es Ruth Schellenbach, vecina del Dr. Jeffcoate.